# Armando Vezzelli
Armando Vezzelli (Genova, 29 luglio 1892 – Gusen, 4 ottobre 1944) è stato un antifascista, partigiano e politico italiano, nonché uno dei capi degli Arditi del Popolo di Genova.

## Biografia
Si era diplomato maestro a Modena e aveva combattuto nella prima guerra mondiale.  A Genova, nel primo dopoguerra, esercitò il suo lavoro di insegnante e a Borgoratti fondò il Circolo "Avanti", che poi prese il nome di "Ordine Nuovo" divenendo attivo organizzatore dei circoli operai . Fu delegato di Genova al XVII Congresso del Partito Socialista Italiano di Livorno ove fu tra i fondatori del Partito Comunista.
Come segretario della sezione della Lega proletaria fra i reduci di guerra, Vezzelli fu tra i fondatori degli arditi del popolo tra gli operai liguri , organizzandoli in squadre d'azione per combattere i fascisti .
Durante il fascismo sospese l'attività politica per motivi famigliari. Nel corso della seconda guerra mondiale riprese contatti col Partito comunista italiano,  partecipò attivamente alla Resistenza guidando giovani a formare gruppi di resistenti fino alla sua cattura  avvenuta nel febbraio 1944.
Dopo il suo arresto fu inizialmente imprigionato nel campo di Fossoli, poi deportato a Mauthausen e quindi trasferito  nel lager di Gusen, dove morì il 4 ottobre 1944.
A lui è dedicata una via di Genova 